# Zwei Zeilen, kleingedruckt
Zwei Zeilen, kleingedruckt (Две строчки мелким шрифтом, Dwe strotschki melkim schriftom) ist eine deutsch-sowjetische Koproduktion der DEFA und Lenfilm von Witali Melnikow aus dem Jahr 1981.

## Handlung
Im Jahr 1980 geht der Leningrader Historiker Fjodor Golubkow in Vertretung eines Kollegen zur Beerdigung des Genossen Bogatschow, dem ehemaligen Mitglied einer Transportgruppe der Bolschewiki, die illegale Nachrichten, Informationsmaterial und Personen über die Grenze des Deutschen Kaiserreichs und des Russischen Kaiserreichs schmuggelte. Nach der Beisetzung geht er noch mit in die Wohnung der Witwe, um bei der Betreuung einiger Trauergäste behilflich zu sein. Dabei entdeckt er eine Fotografie aus dem Jahr 1912 an der Wand, die er von zu Hause kennt, auf der aber eine Person weniger zu sehen ist, denn in seiner Wohnung lebt auch noch die Tante seiner Frau, deren Bruder Andreij Kossorgin ebenfalls zu der Transportgruppe Waldburg gehörte. Hier wurde das Bild des Genossen Tischkow entfernt, da der als Verräter verantwortlich am Tod ihres Bruders sein sollte, was die Tante immer wieder betont.
Aufklärung bringt ein Rückblick auf das Jahr 1912, in dem gezeigt wird, dass sich der Organisator der Transportgruppen Kyrill in Deutschland mit den Mitgliedern der Gruppe Waldburg traf. Hier warf er den Genossen vor, dass von neun Transporten vier in die Hände der Polizei gerieten, von 24 Mann wurden 11 verhaftet und von 83 Briefen erreichten nur 35 ihr Ziel. Eine nähere Untersuchung ergab, dass es sich immer um die Gruppe des Genossen Tischkow handelte. Auch der nächste Transport geriet wieder in eine Falle, als er von der russischen und der deutschen Polizei eingekesselt wurde, aber Tischkow konnte entkommen. Eine weitere kleine Gruppe unter der Führung des deutschen Friedrich Lenz, die kurzfristig einen anderen Weg nahm, konnte die Grenze unbeschadet überqueren. Wieder zurück in ihrer Pension stellte die Gruppe den Genossen Tischkow zur Rede und verlangte von ihm eine Aufklärung der Vorkommnisse. Er erklärte, dass auf dem Hinweg alles reibungslos verlief und auch die geschmuggelten Personen ohne Probleme in den Zug einsteigen konnten. Erst auf dem Rückweg wurde die Gruppe festgesetzt und obwohl die Gendarmen sehr nahe an ihm vorbeiritten, hätten sie ihn übersehen. Bei der Aussprache hörte Tischkow zum ersten Mal, dass die von ihm zum Zug gebrachten Personen bereits im Abteil verhaftet wurden. Die Aussprache endete mit der Ankündigung eines Verfahrens vor einem Parteigericht, bei dem er sich verantworten soll. Nachdem alle das Zimmer verlassen hatten, hörten sie im Treppenhaus einen Schuss, rannten schnell zurück und fanden Tischkow tot auf dem Boden liegend vor. Für fast alle wirkte das wie ein Eingeständnis für die Spitzeltätigkeit Tischkows.
Fjodor Golubkow beginnt sich für die Angelegenheit zu interessieren und versucht, bei seiner Kollegin Swetlana nähere Informationen zu bekommen, da das Thema Teil ihrer Dissertation ist. Bei einem Besuch in ihrer Wohnung kann er aber nichts Neues erfahren. Doch er gibt nicht auf und fragt den Genossen Walter, einen Historiker aus der DDR, der zwei Jahre in dem Institut in Leningrad gearbeitet hat, kurz vor seiner endgültigen Rückreise, nach Friedrich Lenz. Dem ist nur bekannt, dass die russischen, sowie auch die deutschen Genossen Lenz gegenüber misstrauisch waren und es gab damals einen Verrat, in den er irgendwie verwickelt war. Von seinem Vorgesetzten Bartenjew erhält Golubkow den Rat, in den vorhandenen Archiven über das Verhör des Bürgers Wurzew nachzulesen, das vor der Untersuchungskommission der Verbrechen des Zarenregimes in der provisorischen Regierung im März 1917 stattfand. Hierin sagte Wurzew, der Beziehungen zu den Bolschewiki sowie auch zur Geheimpolizei hatte, dass es Tischkow immer wieder gelang, sich der Verhaftung zu entziehen, außerdem habe er ein eigenes Konto bei einer deutschen Bank, auf das die Geheimpolizei regelmäßig größere Summen überwies. Das alles spreche für Tischkows Verrat, den er mit seinem Selbstmord eingestanden habe.
Nach einer Feier zur Verabschiedung Walters erhält Golubkow den ernstgemeinten Rat seines Vorgesetzten, die Angelegenheit Tischkow ruhen zu lassen, da es ein längst abgeschlossenes Thema sei. Vor allem wegen der Verbindung in der eigenen Familie sollte er sich nicht damit befassen. Doch Golubkow lässt nicht locker und befragt als nächsten den ehemaligen Revolutionär Generalow, den er bereits von der Beerdigung Bogatschows kennt, doch auch der ist fest davon überzeugt, dass Tischkow ein Verräter war. Darüber hat er sich sogar mit dem ehemaligen Gruppenmitglied Michail Besrukow zerstritten, der eine gegenteilige Meinung vertritt. Besrukow, der von Golubkow in einem Altenheim aufgesucht wird, bezeichnet aber Tischkow als ehrlichen und aufrichtigen Genossen, der Ehre besaß, die er sich nicht nehmen ließ und weil seine besten Freunde ihm nicht vertrauten, nahm er sich das Leben. Nach einigen Tagen gibt er Golubkow ohne weitere Begründung noch die Adresse eines gewissen Taschkow, den der umgehend besucht. In dem Gespräch stellt sich heraus, dass Taschkow ein Enkel Tischkows ist und sein Vater den Namen hat ändern lassen, um nicht ständig mit dem Verräter in Verbindung gebracht zu werden.
Mit der Begründung, er müsse nähere Informationen für seine eigene Dissertation einholen, fährt Golubkow nach Moskau, um dort in den Archiven nach weiteren Unterlagen zur Transportgruppe Waldburg zu suchen. Mit Hilfe einer Archivmitarbeiterin findet er dort Informationen über eine öffentliche Verhandlung in Blagoweschensk im Jahr 1926 gegen einen gewissen Darjawin, bei der auch ein Leonid Jewerski aussagte, der mit ihm gemeinsam nach 1919 in der Weißen Abwehr arbeitete. Die Eignung Darjawins für diese Aufgabe wurde durch den ehemaligen Chef aller zaristischen Agenten in Deutschland bestätigt. Auf Grund dieser Aussage kommt die Vermutung auf, dass er ein Mitglied der Transportgruppe war und dafür eventuell auch der Genosse Andreij Kossorgin in Frage kommt, der zwar zur Zeit der Auflösung der Waldburg-Gruppe aus Deutschland verschwand, aber in Russland nie ankam. Dafür tauchte aber in Russland ein gewisser Darjawin auf, den vorher keiner kannte, nur fehlen bisher die Beweise für einen Zusammenhang der beiden Personen. Deshalb ruft Golubkow in Berlin an und bittet Walter nähere Informationen über Friedrich Lenz einzuholen. Das Ergebnis fällt zugunsten von Lenz aus, der immer ein Einzelkämpfer im Sinne der Sache war, aber nie einer politischen Organisation angehörte. So endete auch sein Leben 1941 im KZ Sachsenhausen, als er allein handelnd mit einer Roten Fahne das Dach eines Gebäudes bestieg und deshalb von den Wachposten erschossen wurde. Walter befragt seinen Professor Tager zu dem Thema und erhält von ihm ebenfalls der Rat, die Finger davon zu lassen, da es sonst zu Irritationen mit den sowjetischen Genossen führen könnte, welche die Angelegenheit mit Tischkow als aufgeklärt betrachten.
Fjodor Golubkow wird zu seinem Institutsdirektor gerufen, der von ihm fordert, sämtliche Aktivitäten im Zusammenhang mit der Gruppe Waldburg einzustellen. In dem Zusammenhang muss er nach Moskau fahren, um sich in der übergeordneten Dienststelle zu verantworten. Der hier zuständige leitende Mitarbeiter ermutigt ihn aber seine Untersuchungen fortzuführen, jedoch seine Erkenntnisse im Interesse der Partei nicht für sich zu behalten. Hier erhält er auch die Genehmigung, seine Forschungen in Deutschland weiterzuführen, wozu er Walter um Unterstützung bittet. Der erste Weg führt beide nach West-Berlin, wo sie bei der Deutschen Bank das Konto Tischkows aus dem Jahr 1912 einsehen können, welches nach dessen Tod keine Bewegung mehr erkennen lässt. Auffallend ist, dass nur Eingänge zu verzeichnen sind und nie Geld abgehoben wurde, was dafür spricht, dass Tischkow das Konto nicht kannte. Eine der letzten Anlaufstellen, ist das Schloss Oranienbaum, in dem sich auch ein Archiv befindet. Hier finden sie einen Brief des Chefs der russischen Geheimpolizei an seinen Vertreter in Deutschland. Daraus ist zu erkennen, dass man Tischkow nicht verhaftet hatte, um den wahren Spion zu schützen, wozu auch das für ihn eingerichtete Konto diente. Somit gilt die Unschuld Tischkows nach über 65 Jahren als erwiesen. Eine Übereinstimmung der Personen Andreij Kossorgin und Darjawins kann dagegen, auf Grund der Untersuchungen von bekannten Fotografien, nicht zu 100 Prozent bestätigt werden.
Wieder zurück in Leningrad, will Golubkow seine neuen Erkenntnisse dem Genossen Besrukow im Altersheim mitteilen, der inzwischen aber verstorben ist. Sein nächster Weg führt ihn zu Wladimir Taschkow, an dessen Wohnungstür er klingelt.

## Produktion
Zwei Zeilen, kleingedruckt ist ein in Farbe gedrehter Film, der als Koproduktion von der Ersten künstlerischen Vereinigung der sowjetischen Produktionsbetrieb Lenfilm und der Künstlerischen Arbeitsgruppe Babelsberg dem DDR Produktionsbetrieb DEFA entstand. Die Uraufführung in der DDR erfolgte am 9. April 1981 im Berliner Kino International. Im 2. Programm des Fernsehens der DDR wurde der Film am 7. Juni 1983 ausgestrahlt. Am 23. April 1981 fand die Leningrader Premiere vor Werktätigen der Produktionsvereinigung Ishorski Sawod statt, der Anlauf in den übrigen Kinos der UdSSR erfolgte im Januar 1982.
Das Szenarium stammt von Wladlen Loginow, Michail Schatrow sowie Witali Melnikow und für die Dramaturgie waren Peter Wuss, Frishetta Gukasjan und Alexander Swobodin verantwortlich. Die Außenaufnahmen entstanden in Leningrad, Moskau, am Flughafen Berlin-Schönefeld, in Berlin, in der Lutherstadt Wittenberg, in Quedlinburg und dem Schloss Oranienbaum.

## Kritik
H. U. schrieb in der Neuen Zeit, dass einige Möglichkeiten des Stoffes verschenkt wurden, denn die gezeigten Diskussionen sind filmisch unattraktiv. Die langen Archiv- und Bibliothekaufnahmen wirken in ihrer psychologischen Charakteristik oberflächlich, die kriminalistischen Momente ungenutzt und die Passagen aus der Vergangenheit sind blass und spannungsarm inszeniert.
Günter Sobe von der Berliner Zeitung meint einen unbequemen Film gesehen zu haben, denn der Zuschauer wird gezwungen, ständig einem umfangreichen Dialog aufmerksam zuzuhören, wenn er den Sinn der Gespräche wirklich nachvollziehen will. Bereits während der Vorstellung hatte er den Eindruck, mehr einem Gespräch als einem Film beizuwohnen.
Für das Lexikon des internationalen Films handelt es sich hier um einen Film, der über eine geringe Ausdruckskraft verfügt, obwohl er publikumswirksam angelegt wurde.

## Synchronisation
| Rolle           | Darsteller               | Synchronsprecher     |
| --------------- | ------------------------ | -------------------- |
| Fjodor Golubkow | Sergei Schakurow         | Ernst Meincke        |
| Besrukow        | Wladimir Birjukow        | Klaus-Dieter Klebsch |
| Kossorgin       | Waleri Barinow           | Holger Mahlich       |
| Tischkow        | Juri Bogatyrjow          | Kurt Goldstein       |
| Stepnaja        | Marina Libakowa-Liwanowa | Christine Lechle     |
| Generalow       | Jewgeni Gurow            | Paul Jaster          |
| Kyrill          | Nikolai Krjukow          | Werner Dissel        |

## Auszeichnungen
- 1982: XV. Allunionsfilmfestival Tallinn: Preis für die beste Regie
- 1982: XV. Allunionsfilmfestival Tallinn: Preis für die beste Kameraarbeit